# Предложение (фильм, 2009)
«Предложение» (англ. The Proposal) — американская романтическая комедия 2009 года режиссёра Энн Флетчер. Фильм был выпущен в США 19 июня 2009 года. В день премьеры фильм собрал около 12,7 миллиона долларов в 3056 кинотеатрах, став самым кассовым фильмом дня. За первые выходные он собрал более 34 миллионов долларов, опередив «Начало времён», «Вверх» и «Мальчишник в Вегасе».
Слоган фильма: «Here comes the bride…» («А вот и невеста…»).

## Сюжет
Маргарет Тэйт — исполнительный редактор издательства «Руик и Хант Паблишин» в Нью-Йорке, высокопрофессиональный и при этом деспотичный и высокомерный топ-менеджер, которую подчинённые хотя и уважают, но не любят и боятся.
Совершенно забыв, что она гражданка Канады, Маргарет по невнимательности просрочивает американскую рабочую визу. В результате ей предстоит депортация на родину, чего она, естественно, очень хочет избежать. И вот в кабинете начальства она внезапно обращает внимание на своего ассистента Эндрю Пэкстона и на лету придумывает отличный выход из неприятной ситуации: она выйдет замуж за Эндрю! Но Эндрю тоже не так прост: мало того, что он заставил Маргарет сделать ему предложение посреди улицы, встав на колени, так он ещё и потребовал повысить его в должности до редактора и опубликовать рукопись, которую он уже давно дал почитать Маргарет, а та даже не взглянула на неё.
Маргарет согласна на всё. Но всего через три дня «жениху и невесте» ещё предстоит пройти проверку в иммиграционной службе, где они должны ответить на всякие каверзные вопросы друг о друге. И если Эндрю знает о Маргарет почти всё, то Маргарет о нём совсем ничего не знает.
Чтобы быстро и эффективно познакомить «невесту» с собой, Эндрю предлагает Маргарет вместе поехать на 90-летний юбилей его бабушки Энни в Ситку, на Аляску, откуда он родом. Еле добравшись туда, Маргарет с удивлением узнаёт, что бо́льшая часть бизнеса в городе принадлежит Пэкстонам. Дома для них готовят вечеринку, где Эндрю встречается с бывшей девушкой Герти, терпит унижения со стороны собственного отца, Джо Пэкстона, а в завершение вечера делает объявление о предстоящей свадьбе.
На следующее утро семья просит их пожениться в эти выходные в Ситке, чтобы могла присутствовать и бабушка, на что они неохотно соглашаются. Эндрю очень не нравится эта затея с фиктивным браком, но Маргарет пытается его по-человечески успокоить, выказывая даже некоторую заботу.
Мистер Гилбертсон, должностное лицо иммиграционной службы США, связывается с Джо Пэкстоном, проверяя, как идут дела у «фиктивной пары», и тот приглашает его в Ситку самого во всём удостовериться. Профессионально недоверчивый Гилбертсон повторяет Эндрю, что если тот признается во всём, то это не повлечёт за собой никакого уголовного наказания, а Маргарет просто депортируют в Канаду. Но Эндрю, заботясь о Маргарет, решительно отрицает, что их отношения — фикция.
На свадебной церемонии в амбаре Маргарет признаётся во всем и говорит, что не может «вот так» выйти замуж за Эндрю; Гилбертсон даёт ей 24 часа на отъезд в Канаду. Маргарет возвращается в Нью-Йорк, а Эндрю, бросившись за ней в дом, находит лишь оставленную ею свою рукопись на кровати с запиской, как она ей понравилась. Далее происходит стычка между Эндрю и Джо, а у бабушки Энни случается сердечный приступ, который, однако, моментально проходит в самолёте, в котором её везли в больницу, как только она получила обещания от Джо и Эндрю прекратить свои споры (отец считал, Эндрю должен переехать в Ситку и возглавить семейный бизнес, в то время как Эндрю хочет быть редактором). Самолёт бабушка разворачивает в аэропорт, пригрозив пилоту позвонить его матери — это Аляска, здесь все всех знают.
Эндрю возвращается в Нью-Йорк как раз вовремя и застаёт Маргарет ещё в офисе. Он при всех признаётся ей в любви и делает предложение. Последнее, что мы видим — новоиспечённые молодожёны снова проходят собеседование в иммиграционной службе, уже по-настоящему.

## В ролях
| Актёр            | Роль              |
| ---------------- | ----------------- |
| Сандра Буллок    | Маргарет Тейт     |
| Райан Рейнольдс  | Эндрю Пэкстон     |
| Бетти Уайт       | бабушка Энни      |
| Крэйг Т. Нельсон | Джо Пэкстон       |
| Мэри Стинберджен | Грейс Пэкстон     |
| Малин Акерман    | Герти             |
| Оскар Нуньес     | Рамон             |
| Денис О’Хэр      | мистер Гилбертсон |
| Аасиф Мандви     | Боб Сполдинг      |